# Banara brasiliensis
Banara brasiliensis,  lacre blanco,  es una especie de planta con flor en la familia Salicaceae. 
Es endémica de Brasil, solo conocida por una población cerca de Río de Janeiro.

## Fuente
- Pires O'Brien, J. 1998.  Banara brasiliensis. 2006 IUCN Lista Roja de Especies Amenazadas; bajado 20 de agosto de 2007